# 휴거
휴거(携擧, 영어: rapture)는 주로 모든 기독교 신자가 죽은 후 부활하고 살아있는 신자들과 함께 구름 속에서 주님을 만나 공중으로 올라가는 사건을 의미한다. 이 개념은 신약성경 데살로니카인들에게 보낸 첫째 편지에서 유래했으며, 여기서 "끌어올리다" 또는 "잡아채다"를 뜻하는 그리스어 단어 '하르파조'(고대 그리스어: ἁρπάζω)에서 비롯되었다.
휴거에 대한 종말론적 해석은 세대주의적 전천년설(dispensational premillennialism)과 관련이 있으며, 이는 성경에 나오는 여러 예언이 아직 성취되지 않았고 미래에 발생할 것이라고 보는 미래주의적 관점이다. 현재 정의된 휴거 개념은 역사적인 기독교에서는 찾아볼 수 없으며, 1830년대에 등장한 비교적 최근의 교리이다. 이 용어는 주로 미국의 근본주의 및 복음주의 신학자들 사이에서 자주 사용된다. 휴거는 신비적 의미에서 신과의 연합 또는 천국에서의 영생을 의미하기도 한다.
휴거의 정확한 시점과 예수 그리스도의 재림이 한 번에 일어나는지, 아니면 두 번에 걸쳐 일어나는지에 대해 다양한 견해가 있다. 전환란설(pretribulationism)은 휴거와 예수 그리스도의 재림을 구분한다. 이 견해는 휴거가 7년 동안의 환난 전에 발생하며, 환난이 끝난 후 그리스도의 재림이 일어나고 천년왕국이 도래할 것이라고 주장한다. 이 이론은 1833년 존 넬슨 다비의 성경 해석에서 비롯되었다. 전환란설은 휴거를 믿는 기독교인들 사이에서 가장 널리 퍼져 있으나, 복음주의 내에서도 논란이 있다. 일부는 환난 후에 휴거가 일어난다는 후환란설(posttribulationism)을 주장하기도 한다.
전세계적으로 볼 때 대부분의 기독교 교파는 휴거 신학을 따르지 않으며, 테살로니가전서 4장에 언급된 공중에서의 만남을 다르게 해석한다. 이들은 휴거를 특정 신학 용어로 사용하지 않으며, 주로 세대주의적 전천년설에 기반한 해석을 따르지 않는다. 대신, 그들은 선택받은 자들이 예수의 재림 직후 하늘에서 그리스도와 함께 모이는 것으로 해석하며, 대다수의 인류가 휴거 후 지상에 남겨져 환난을 겪는다는 사상을 거부한다.

## 교리
전환란설 휴거 관점은 주로 미국의 근본주의 침례교, 일부 감리교 교파, 오순절 교회, 초교파 교회, 그리고 다양한 여러 복음주의 그룹들 사이에서 흔히 발견할 수 있다. 반면, 가톨릭 교회, 동방 정교회, 루터교회, 성공회, 그리고 개혁교회는 예수 그리스도의 일차적 재림이라는 교리가 없다. 예를 들어, 동방 정교회는 무천년설 해석을 선호하며, 사전적이고 전천년적인 재림을 거부한다. 대부분의 감리교회도 전천년주의적 휴거 관점을 따르지 않는다.

## 견해

### 사건의 구분
대부분의 전천년주의자들은 휴거와 예수의 재림을 별개의 사건으로 구분한다. 일부 세대주의 전천년주의자들(주로 복음주의자들)은 그리스도의 재림을 "공중재림"과 "지상강림"의 두 사건으로 구분한다. 이 관점에 따르면, 데살로니가전서 4장 15–17절은 마태복음 24장 29–31절에 묘사된 재림 이전의 사건을 설명한 것으로 해석된다. 비록 두 본문 모두 예수의 재림을 묘사하지만, 서로 다른 사건으로 간주하는 것이다. 이때 첫 번째 사건은 예수가 공중재림하여 구원받은 자들이 공중으로 ‘끌려 올라가는’(휴거) 것이고, 두 번째 사건은 예수가 본격적으로 지상에 재림 혹은 강림하는 것으로 구분된다. 대다수의 세대주의자들은 첫 번째 사건이 환난 전에 일어나지만, 반드시 즉각적으로 일어나는 것은 아니라고 본다. 세대주의자들은 바울로의 말을 문자적으로 이해하여 이러한 두 사건을 구분하는 것이다.
반면, 무천년주의자들은 그리스도의 천년 통치가 문자 그대로 이루어지지 않는다고 본다. 무천년주의자들(가톨릭, 동방 정교회, 성공회, 루터교회 등), 후천년주의자들(주로 장로교회) 및 역사적 전천년주의자들(일부 칼뱅주의 침례교회) 사이에는 그리스도의 재림이 단일하고 공개적인 사건으로 일어날 것이라는 공통된 신념이 존재한다.
무천년주의 교리는 알렉산드리아 학자들인 알렉산드리아의 클레멘스와 오리게네스으로부터 유래되었으며, 후에 아우구스티누스를 통해 가톨릭 교리로 확립되었다고 주장하는 사람들이 있다.

### 목적지
세대주의자들은 휴거된 신자들이 즉각적으로 천국에 가는 것으로 본다. 가톨릭 주석가들 또한 데살로니가전서 4장 17절에서 모인 이들의 목적지를 천국으로 본다. 반면, 성공회에는 다양한 견해가 존재하지만, 일부 성공회 주석가들, 예를 들어 니컬러스 토머스 라이트는 목적지를 지구상의 특정 장소로 해석한다. 이 해석은 때때로 기독교 환경주의적 관심과 연결되곤 한다.

## 시점
휴거의 시점에 대해 다양한 견해가 있다. 일부는 마태복음 24장 37–40절이 휴거를 언급한다고 주장하며 테살로니가전서의 구절과 유사함을 지적하고, 주님의 재림 즉 '파루시아(παρουσία)'의 시점에 휴거가 발생할 것이라고 해석한다. 반면, 다른 이들은 마태복음 24장에서는 '교회'나 '휴거'라는 단어가 등장하지 않으며, 마태복음 24장 37–40절과 데살로니가전서 4장 13–18절 사이에는 중요한 차이가 있다고 주장한다. 이로 인해, 휴거의 시점에 대한 논의에서는 이 두 본문이 주요하게 다루어진다.
| 데살로니가전서 4:15–17 (공동번역) | 마태복음 24:37–40 (공동번역) |
| --- | --- |
| 15 우리는 주님의 말씀을 근거로 해서 말합니다. 주님께서 다시 오시는(παρουσίαν) 날 우리가 살아 남아 있다 해도 우리는 이미 죽은 사람들보다 결코 먼저 가지는 못할 것입니다. 16 명령이 떨어지고 대천사의 부르는 소리가 들리고 하느님의 나팔 소리가 울리면, 주님께서 친히 하늘로부터 내려오실 것입니다. 그러면 그리스도를 믿다가 죽은 사람들이 먼저 살아날 것이고, 17 다음으로는 그 때에 살아 남아 있는 우리가 그들과 함께 구름을 타고 공중으로 들리어 올라가서 주님을 만나게 될 것입니다. 이렇게 해서 우리는 항상 주님과 함께 있게 될 것입니다. | 37 노아 때의 일을 생각해 보아라. 사람의 아들이 올(παρουσίαν) 때에도 바로 그럴 것이다. 38 홍수 이전의 사람들은 노아가 방주에 들어가던 날까지도 먹고 마시고 장가들고 시집가고 하다가 39 홍수를 만나 모두 휩쓸려 갔다. 그들은 이렇게 아무것도 모르고 있다가 홍수를 만났는데, 사람의 아들이 올 때에도 그러할 것이다. 40 그 때에 두 사람이 밭에 있다면 하나는 데려가고 하나는 버려둘 것이다. |

기독교 천년왕국 해석의 비교

무천년설(amillennialism)과 후천년설(postmillennialism) 관점에서는 휴거의 시점에 차이가 없다. 이 견해들은 데살로니가전서 4장 15–17절에서 묘사된 휴거가 마태복음 24장 29–31절에서 설명된 예수의 재림과 동일한 사건으로 간주한다. 이러한 사건들은 영적이거나 상징적인 천년왕국 이후에 일어나는 것으로 해석된다.

반면, 전천년설(premillennialism)에서는 휴거가 문자적이고 지상에서의 천년왕국 전에 발생할 것으로 본다. 전천년설 내에서도 전환란설은 휴거와 예수의 재림을 서로 다른 두 사건으로 구분하며, 휴거가 환난 전에 발생한다고 본다. 그러나 전천년설 내에서도 휴거의 시점에 대한 다른 입장들이 존재한다.

전천년설 내 천년왕국 해석의 비교

## 같이 보기
- 재림
- 환난
- 언약신학
- 짐승의 숫자